# Адрар (область)
Адра́р (араб. ولاية آدرار‎, фр. Adrar) — область в Мавритании.
- Административный центр — город Атар.
- Площадь — 215 300 км²[1], население — 62 658 человек (2013 год)[1].

## География

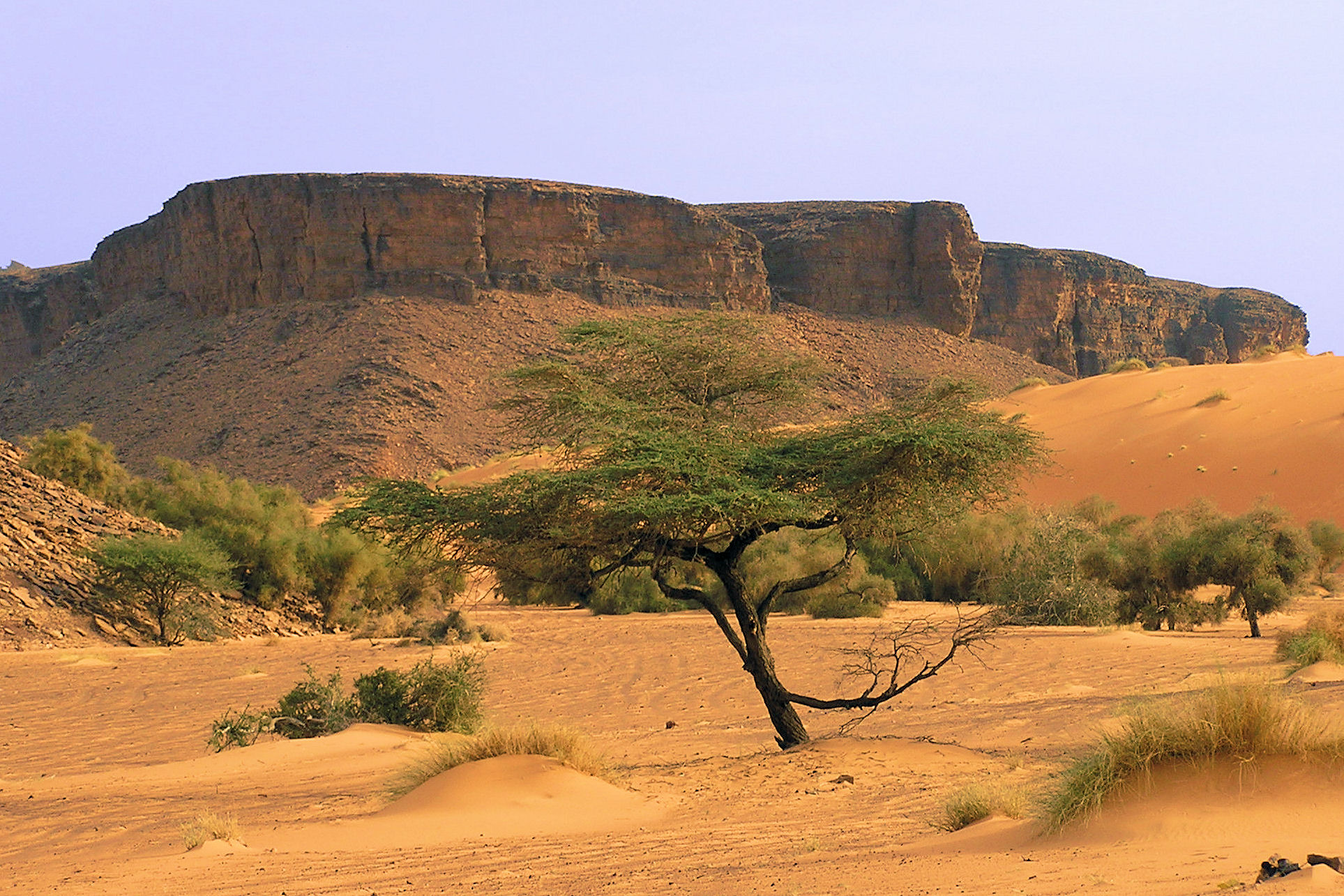
Плато Адрар

На севере граничит с областью Тирис-Земмур, на востоке с областью Ход-эш-Шарки, на юге с областью Такант, на юго-западе с областью Трарза, на западе с областями Иншири и Дахлет-Нуадибу, на северо-западе с Западной Сахарой, на востоке с Мали. На территории области расположено плато Адрар.
Крупные города — Шум, Шингетти, Уадан.

## История
В XVIII — нач. XX веков здесь существовал независимый эмират Адрар. Образован в 1740-е гг. арабским (хасанским) племенем мгафра; во главе стояли эмиры из рода улед-джафрийя. Наибольшего влияния эмират достиг в XIX в. Экономика Адрара основывалась на кочевом скотоводстве (верблюды, овцы), в оазисах существовало незначительное оседлое земледелие, главным образом выращивание фиников. Господствующий слой в эмирате составляли воины-хасаны, ниже стояли в основном берберские по составу племена марабутов и данников-зенага, выплачивавших хасанам дань финиками и молоком. Нижнюю ступень занимали рабы и вольноотпущенники, которые выполняли земледельческие работы и ухаживали за скотом. В начале XX века французские колонизаторы установили протекторат над Адраром. Сопротивление захватчикам возглавил последний эмир Сиди Ахмед ульд Айда (1905—1932). После гибели эмира в 1932 Адрар был аннексирован Францией.

## Административно-территориальное деление

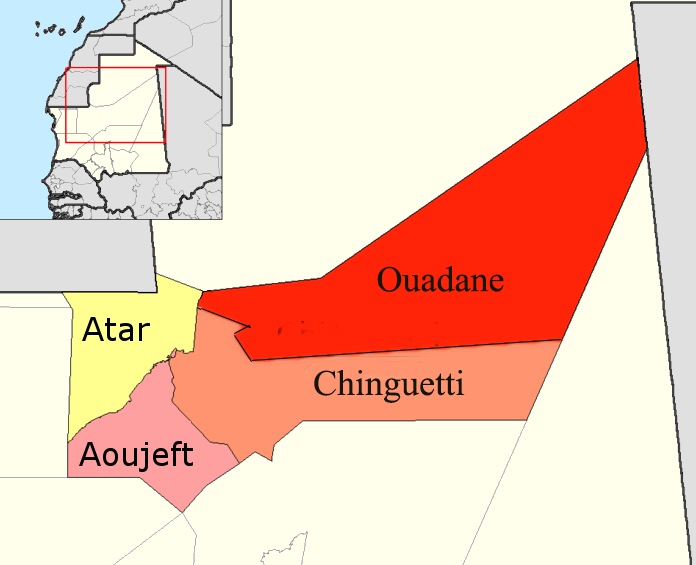
Департаменты Адрар (старая версия)

Адрар делится на 4 департамента:
- Аужефт
- Атар
- Шингетти
- Уадан